# Александровская улица (Ломоносов)
Алекса́ндровская улица — улица в городе Ломоносове Петродворцового района Санкт-Петербурга. Проходит от Иликовского до Ораниенбаумского проспекта.

## История
27 февраля 1869 года улице было присвоено название Александровская — в честь императора Александра I, часто посещавшего Ораниенбаум.
В 1927 году улицу переименовали в улицу Кра́сных Партиза́н. Тогда отмечалось 10-летие Октябрьской революции.
Историческое название — Александровская улица — было возвращено 13 января 1998 года.
К 300-летию города в 2010 году на Александровской улице, 34 (между Александровской улицей и Литориновым уступом) был разбит парк с фонтаном и новым прудом. 8 мая 2015 года в нём открыли стелу «Город воинской славы», в начале декабря построили лестничный спуск к Дворцовому проспекту.

## Застройка

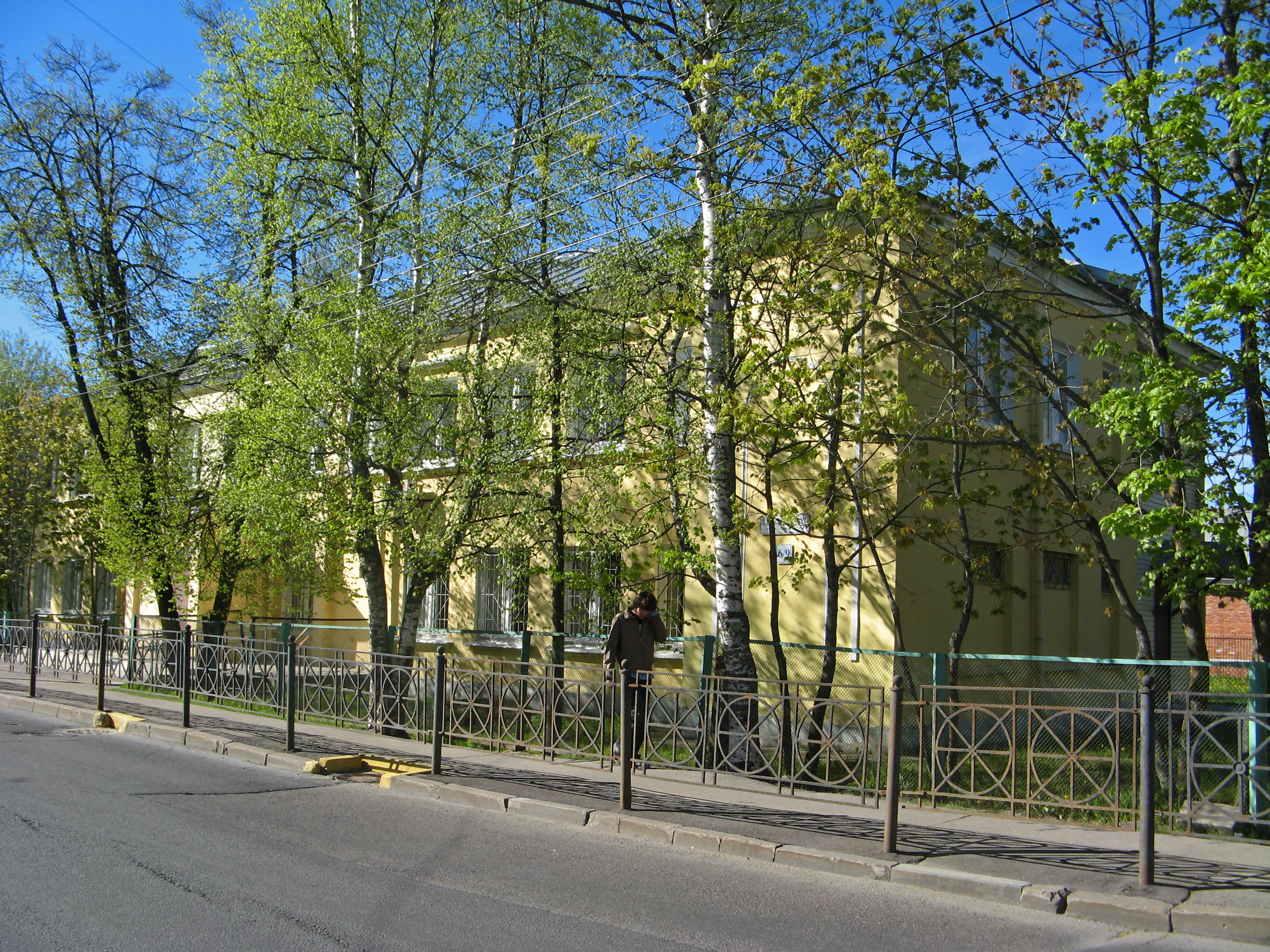
Центр детского и юношеского технического творчества (Александровская улица, 6)

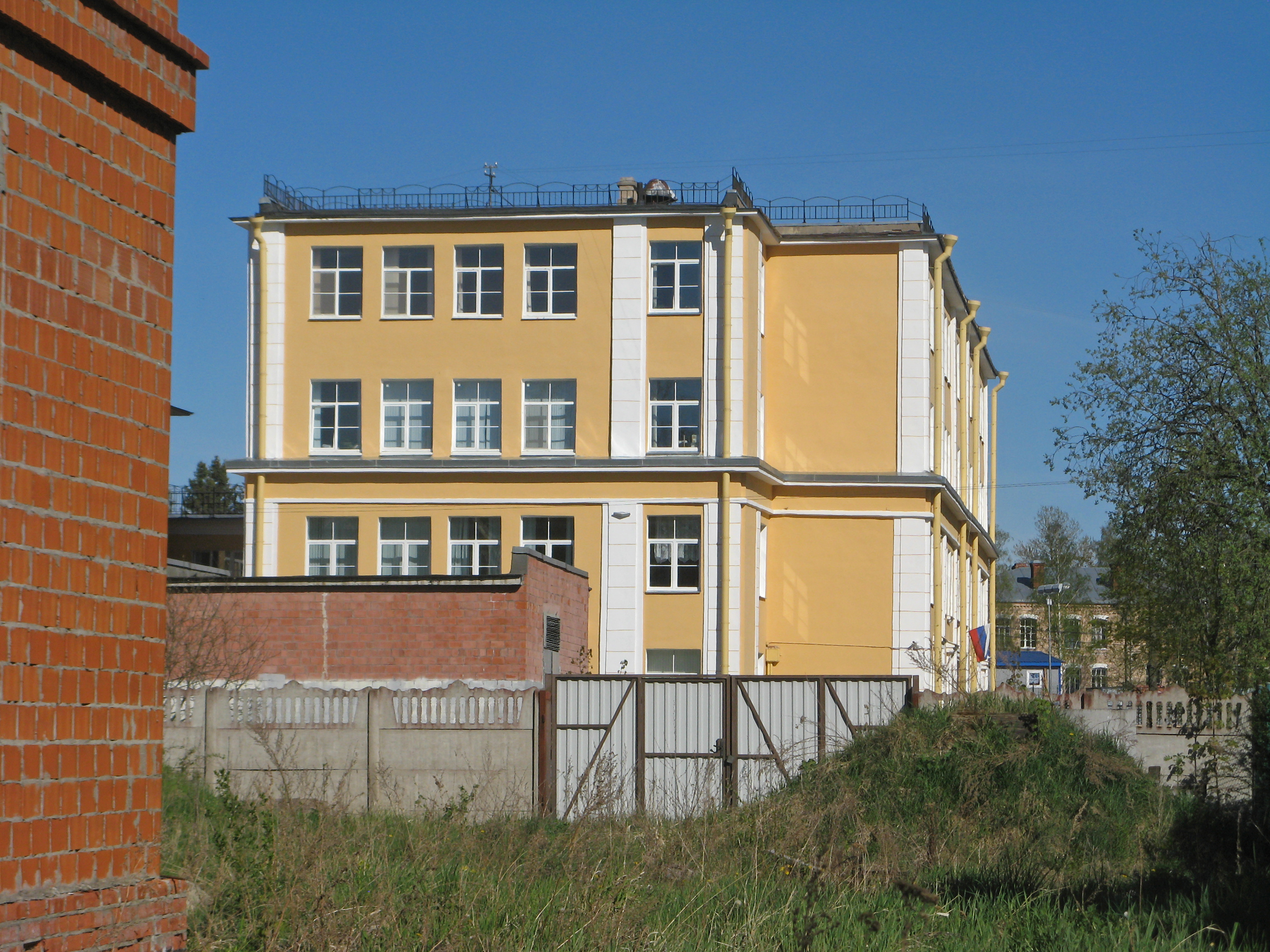
Школа № 429 имени М. Ю. Малофеева (Александровская улица, 7)

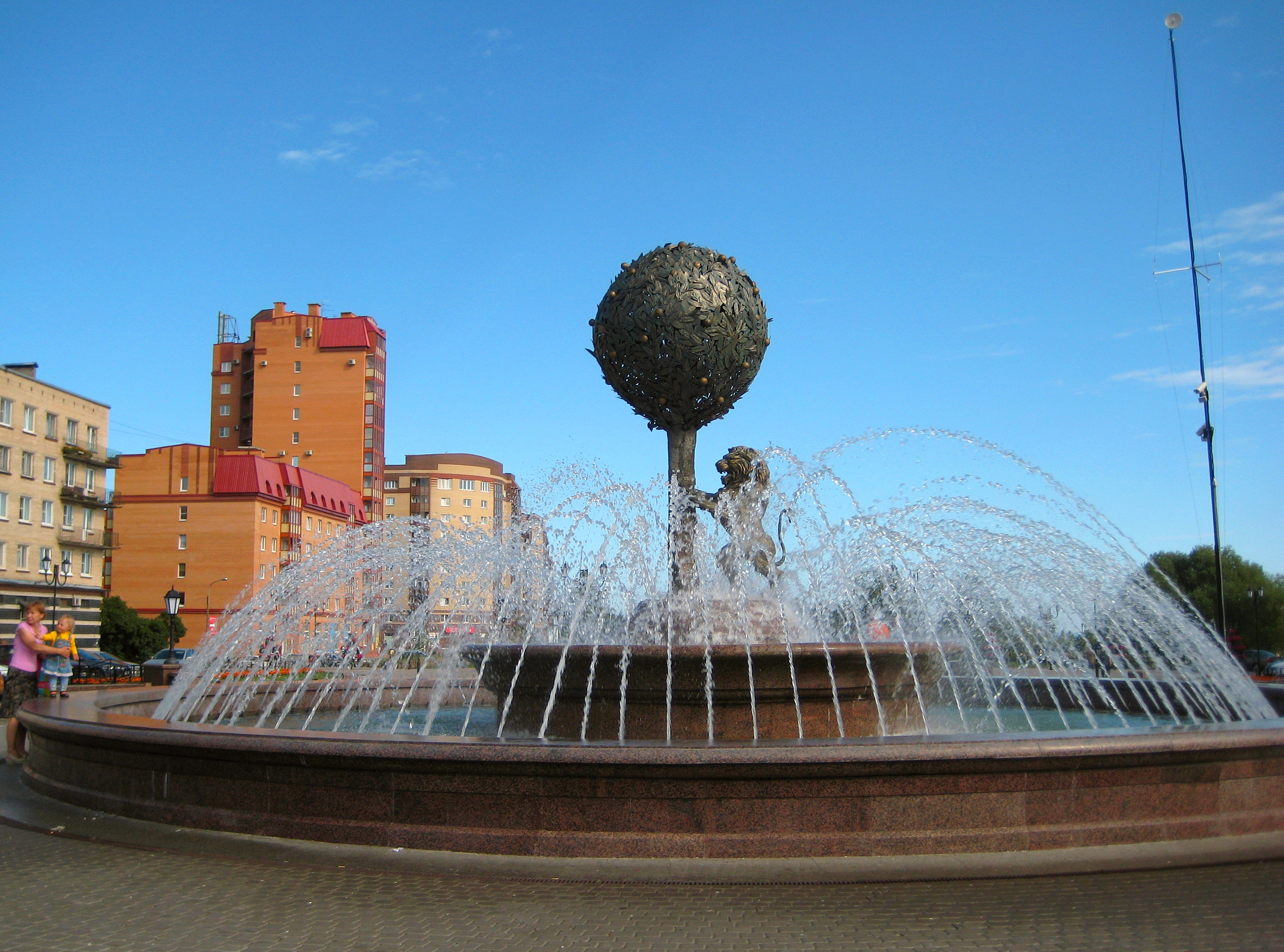
Фонтан в сквере на пересечении Александровской улицы и улицы Победы

- дом 9/21 — жилой дом (XIX в.; выявленный объект культурного наследия[4])
- дом 13 — казарма Офицерской стрелковой школы (конец XIX — начало XX в.; выявленный объект культурного наследия[4])
- дом 14 — жилой дом (начало XX в.; объект культурного наследия федерального значения[5]). Не сохранился.
- № 15/4 — «Дом, где в 1901—1918 гг. жил и работал теоретик и практик стрелкового дела Филатов Николай Михайлович. Здесь в 1902 г. родился и жил до 1918 г. хирург и гематолог Филатов Антонин Николаевич» (объект культурного наследия регионального значения[6])
- дом 17 — казарма Офицерской стрелковой школы (конец XIX — начало XX в.; выявленный объект культурного наследия[4])
- дом 19 — казарма Офицерской стрелковой школы (конец XIX — начало XX в.; выявленный объект культурного наследия[4])
- дом 24 — казарма Офицерской стрелковой школы (конец XIX — начало XX в.; выявленный объект культурного наследия[4])

## Перекрёстки
- Иликовский проспект / площадь Стравинского
- Манежная улица
- улица Дегтярёва
- Михайловская улица
- Владимирская улица
- улица Победы
- улица Сафронова
- улица Красного Флота
- Ораниенбаумский проспект